# Mühlenwerder Hafen

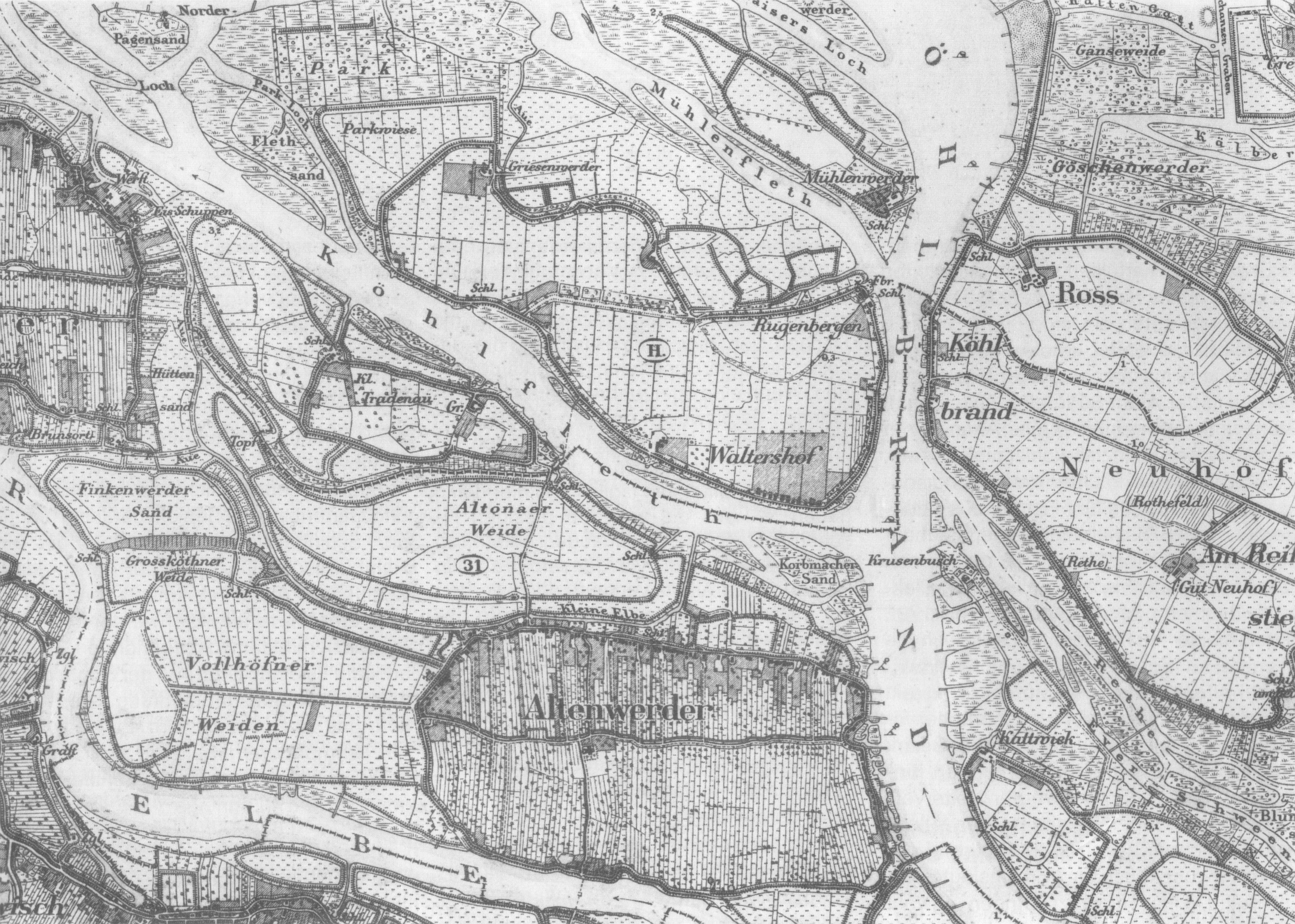
Die namensgebende, ehemalige Elbinsel Mühlenwerder auf einer Karte von 1878 (oben)

Der Mühlenwerder Hafen (alte Schreibweise Mühlenwärder Hafen) war ein geplantes, jedoch nie realisiertes Hafenbecken des Hamburger Hafens.
Im Hafenerweiterungsprojekt von 1910 sollte auf Hamburg-Waltershof der Mühlenwerder Hafen zwischen dem Waltershofer Hafen und dem (inzwischen stark verkleinerten) Maakenwerder Hafen als Seeschiffhafen von 1000 m Länge und 300 m Breite angelegt werden. Aufgrund des Ersten Weltkrieges und des dadurch zurückgehenden Warenumschlages wurde der Mühlenwerder Hafen nicht angelegt. Auch nach dem Zweiten Weltkrieg gemachte Pläne zur Ausbaggerung des Hafens wurden wieder verworfen.
Schon seit den 1920er Jahren befand sich hier eine Wohnsiedlung mit zahllosen Kleingartenparzellen und dem damaligen Sportplatz des SV Waltershof. Außerdem befand sich für einige Zeit ein See an dieser Stelle. Nachdem der Stadtteil Waltershof nach der Sturmflut 1962 als Wohngegend aufgegeben worden war, wurde das Areal aber doch noch zur Hafenerweiterung eingesetzt, wofür auch der hier befindliche Mühlenwerder See trockengelegt wurde. Heute befindet sich hier der Container Terminal Burchardkai (CTB) der Hamburger Hafen und Logistik (HHLA), womit die für das Hafenbecken eingeplante Fläche mittlerweile als Container-Stellfläche genutzt wird.